# 香港臨時政府宣言
《香港臨時政府宣言》是指自2019年10月4日在LIHKG討論區由香港反對《逃犯條例》修訂草案運動的示威者發起的宣言。《香港臨時政府宣言》中認為香港特別行政區政府已經受中華人民共和國全面性控制，並不能夠代表香港民眾，並宣布臨時政府將接管香港特別行政區政府並重組香港立法會。

## 事件經過

### 起因
在2019年的反對《逃犯條例》修訂草案運動中，香港最大的網際網路社群論壇LIHKG討論區，開始出現「香港臨時政府」的概念。到了10月4日，香港特別行政區行政長官林鄭月娥宣布行政會議將動用《緊急情況規例條例》，繞過香港立法會訂定《禁止蒙面規例》，並在隔日凌晨0時起生效。此舉引發各國香港人不滿，並在荃灣、沙田、將軍澳、銅鑼灣等多區發起大規模集會抗議。對此，大量香港網友亦湧入LIHKG討論區，討論因《禁止蒙面規例》引發的各地示威，並發起《香港臨時政府宣言》，號召建立香港臨時政府。

### 第一次集會
部分港人於4日深夜發起遊行，並於馬鞍山新港城中心和荃灣宣讀《香港臨時政府宣言》。
《香港臨時政府宣言》全文近900字，其標榜民主、自由與人權，內容指出香港特別行政區政府已失去統治的合法性。《香港臨時政府宣言》指出，香港特別行政區政府受到中華人民共和國及中國共產黨的控制，批評其繞過香港立法會制定《禁止蒙面規例》，而不理會香港絕大多數人民的訴求意願、試圖繼續壓制人民集會的權利，並進一步剝奪人民的自由。《香港臨時政府宣言》還主張香港特別行政區政府已經失去人民的認可及授予的管治權，而失去合法性。而在最後，《香港臨時政府宣言》還以「香港臨時政府」的名義，宣布七項訴求，包括停止2018年起生效的法例、落實全民提名及普選政府之體制及政府首長，以及解散立法會、選舉臨時立法會，並於一年內重選，70席全部按五區地區選出。

### 行動響應
10月4日，在《香港臨時政府宣言》發布後，立即吸引數千名香港人回應討論，並有網友號召市民在晚間於各區宣讀。同日晚間，上千名反對《逃犯條例》修訂草案的香港示威者和市民，聚集在馬鞍山新港城中心中庭、荃灣荃新天地外等各大商場集會，現場集體宣讀《香港臨時政府宣言》，號召香港各區響應宣言。

## 評價
美國共和黨海外分部發言人俞懷松（Solomon Yue）於2019年10月5日表示，此舉可能為中國大陸之假示威者滲透，為了給人民解放軍理由進入香港所發出的假宣言。
民主建港協進聯盟（建制派）立法會議員葛珮帆表示，此舉既不智又危險，她認為香港不可能獨立。
台灣獨立運動律師傅雲欽表示，樂見臨時政府取代特區政府，不過也表示，「香港臨時政府」只是「社團」，台灣獨派應該要分清楚何為建政，何為建國。
台灣時事評論員劉斯路接受中央社記者訪問時說，有海外媒體報導了部分示威者發表了臨時政府宣言的事件，但他稱，幾個蒙面人宣讀這樣的宣言，外界「不必太認真」，就好像有反修例示威者提出「解散香港警隊」，聽了就算了。他也稱，在反修例運動中有不少口號，而其中一部分是很幼稚的。
台灣智庫諮詢委員董立文表示，從政治上來看，中央政府會認為此宣言已違反一国两制的底線，而一旦它被如此認定，衝突將持續升級，“最後是不是又會用政治的定位，用這種緊急法來規範這類叫做叛國，這樣子的話，就會加深未來特區政府跟抗議人民會有更火爆的衝突。”兩岸政策協會祕書長王智盛則指出，這份宣言目前看來，一方面源自於抗爭運動的不同路線，另外也是因為港府作為才被激化出來的反應，但此宣言能否進一步形成政治效應，還需要後續持續觀察。